# Yéqueda
Yéqueda (Yequeda en aragonés) es una localidad española del municipio de Igriés, perteneciente a la provincia de Huesca, en la comunidad autónoma de Aragón.

## Geografía
Con una población de unos 562 habitantes, está situada en una llanura, 5 km al norte de Huesca en la carretera N-330, a los pies del barranco "Majarrón". La localidad se encuentra ubicada  en la comarca de la Hoya de Huesca.

## Historia
En marzo del año 1099 se citan heredades en "Ekada". El 1 de junio de 1110 Fortún Sánchez de Yárnoz y su mujer la infanta Ermesinda cedieron al monasterio de Leire la villa de Yéqueda. En junio de 1198 el rey Pedro II de Aragón cedió a Ricardo, obispo de Huesca, el derecho de patronato sobre la iglesia de Yéqueda. En el año 1566 era de los canónigos de Huesca. En el año 1495 tenía 7 fuegos
En el año 1834 tenía Ayuntamiento propio. A mediados del siglo XIX, el lugar contaba con una población censada de 87 habitantes. La localidad aparece descrita en el decimosexto volumen del Diccionario geográfico-estadístico-histórico de España y sus posesiones de Ultramar de Pascual Madoz de la siguiente manera:

YEQUEDA: l. en la prov., part. jud. y dióc. de Huesca, aud. terr., c. g. de Zaragoza, ayunt. de Banastás: sit. en llano, con buena ventilacion y clima saludable, aunque sujeto á fiebres intermitentes. Tiene 20 casas y una igl. parr. (San Martin), cuyo curato es de cuarta clase, de provision real y del cabildo de la cated. de Huesca. El térm. confina N. Igües; E. Apies; S. Huesca, y O. Banastás. El terreno es generalmente llano, de buena calidad, abundante en aguas, pues se aprovechan para el riego, las del r. Isuela, y las de varias acequias que recogen las que vierte el monte de Igries. Hay varios caminos locales de herradura y uno que conduce á Francia. prod.: trigo, cebada y vino; cria ganado lanar y caza de conejos y perdices. pobl.: 14 vec., 87 alm. riqueza imp.: 18.880 rs. contr.: 2,506.
(Madoz, 1850, p. 433)

En el año 1845 se unió al Ayuntamiento de Igriés;[cita requerida] tenía 20 casas, 14 vecinos y 87 almas

## Patrimonio
- Posible villa romana.
- Poblado ibero llamado "Puyéqueda", o bien poblado Celta de Puyéqueda.[7]
- Iglesia parroquial dedicada a San Martín,[6] de estilo románico.

## Deporte
- Circuito permanente off-road (moto-cross, quad, rally...).
- Yequedada BTT, prueba popular solidaria cicloturista organizada por la Asociación Yéqueda Bici y el Ayto. Igriés-Yéqueda. Tres pruebas de 9 km, 25 km y 50 km (suele celebrarse en mayo).

## Personas notables
- Agustín López Andreu